# Escudo de Alcanar

Representación del escudo de armas de Alcanar según el diseño propuesto en los años 1980 para su uso oficial y que muestra los elementos heráldicos medievales. Desde el se incluyeron otros elementos cuya retirada avivó una polémica con trasfondo político.

El escudo de armas de Alcanar se caracteriza por el uso del emblema de la Orden de Malta o cruz de San Juan, acompañada de la figura parlante representativa de la caña vegetal (arundo donax), al menos desde la primera mitad del siglo XV según atestiguan las improntas de sellos de documentos de la época y posteriores. En el siglo XVIII se adoptó una variante cuyo uso, según el contexto político de cada tiempo, ha sido controvertido. A finales del siglo XX, una variante fue propuesta conforme a las recomendaciones de diseño oficiales y difundida por el concejo aunque sin poner final a la polémica ni ser reconocida definitivamente por la administración.

## Historia
Un sello datado de 1438 es referido como prueba del uso por el concejo de la cruz de San Juan, emblema de la Orden de Malta, acompañada por varias figuras de caña vegetal como escudo de armas de Alcanar. La disposición y número de las figuras de caña variaron en los ejemplos conservados de época moderna.

Posible representación del escudo de armas de Alcanar con los elementos usados desde el : Cuartelado: 1º, partido de Castilla y de León; 2º, Orden de Malta; 3º, de Francia moderno; 4º, de plata, tres cañas de sinople puestas en faja. Por divisa, el lema "fidelísima". Al timbre, corona real cerrada..

En 1709, durante la Guerra de Sucesión Española y por concesión de Felipe, duque de Anjou, Alcanar dispuso del privilegio de incorporar a su señal tradicional las armas de la corona de Castilla (el partido de Castilla y de León) y las de la casa de Francia (las tres lises de oro en campo azur), junto con el título de “Fidelísima”, en reconocimiento por el apoyo del concejo hacia el entonces pretendiente de la casa de Borbón, luego proclamado rey de España. 
El cambio y consolidación de la dinastía difundió durante el siglo XVIII y el siglo XIX uso en España de la flor de lis, que fue incorporándose a los escudos de armas de numerosas ciudades, mientras que el partido o cuartelado de Castilla y de León fue usado como simplificación de las complejas armerías que fueron características de los reyes de España hasta Alfonso XIII.
Esta evolución histórica de las armas medievales de Alcanar es por ello conocida como “borbónica”, siendo su uso el centro de controversia en función del contexto político de cada periodo histórico especialmente durante el siglo XX. Así, durante la Segunda República se difundieron reproducciones únicamente con el emblema de las tres cañas, sin los elementos de la llamada variante “borbónicas” ni la cruz de Malta, que volvieron en cambio a ser difundidos de nuevo durante el régimen franquista.
A principios de los años 1980, con el impulso del desarrollo de reglamentación específica sobre heráldica y símbolos oficiales en las diferentes administraciones autonómicas, fue presentado un proyecto de adopción oficial del escudo de armas de Alcanar con el apoyo del Instituto de Estudios Catalanes y del consejero oficial en heráldica de la Generalitat, Armand de Fluvià i Escorsa por el que se propuso el siguiente blasón:
«De argén, 3 cañas arrancadas de sinople, puestas en faja; el pie de gules con una cruz de ocho puntas de argén (o cruz de Malta). Por timbre una corona mural de ciudad.»
El blasón propuesto fijaba el diseño y colores del escudo pero sin poner final a la polémica al suponer la eliminación de los elementos usados desde el siglo XVIII.
No fue hasta el 26 de abril de 2012, cuando finalmente el Pleno del Ayuntamiento de Alcanar acordó iniciar un expediente de adopción del escudo heráldico de su municipio.
En sesión de 27 de septiembre de 2012, el Pleno del Ayuntamiento de Alcanar aprobó el escudo heráldico municipal.
La Generalidad dio su conformidad a la adopción del escudo heráldico del municipio el 28 de diciembre de 2012 y fue publicado en el DOGC número 6295 el 17 de enero de 2013 con el siguiente blasonamiento:
«Escudo embaldosado: de plata, 3 cañas de sinople en faja; la campaña de gules con una cruz de Malta. En el timbre, una corona de ciudad.»